# 시사요리쇼 밥 한번 먹자!
시사요리쇼 밥 한번 먹자!는 푸드TV에서 방송된 예능 프로그램이다.